# Turó de la Torre (la Vall de Bianya)
El Turó de la Torre és una muntanya de 619 metres que es troba al municipi de la Vall de Bianya, a la comarca catalana de la Garrotxa.